# ハインリヒ・ヘルト
ハインリヒ・ヘルト（ドイツ語: Heinrich Held、1868年6月6日 - 1938年8月4日）は、ドイツの政治家。ヴァイマル共和政期のバイエルン州首相。

## 来歴

### 生い立ち
プロイセン王国のフンスリュック山地・エルバッハに音楽家の農民ヨハネス・ヘルトの息子として生まれる。母はその妻スザンナ（旧姓カイザー）。1892年から1896年にかけて、シュトラースブルク・ミュンヘン・ハイデルベルクの大学で法学・政治学・歴史学を学び、卒業後はシュトラースブルクでジャーナリストになった。1899年にはハイデルベルクへ移り、バイエルンの新聞社で編集者を務めた。1906年から2つの新聞社の共同経営者になり、保守系カトリック労働運動の代弁者となった。また、この頃に共同経営者ヨーゼフ・ハッベルの娘マリアと結婚した。

### 政治家
1907年にバイエルン王国議会議員に当選。1933年まで議席を維持し、同時期に中央党バイエルン支部の創設に関わった。党内では左派に属し、経済を専門にしていた。急速に昇進して1914年には議会の中央党議員団の指導者となり、さらにその後、党の指導者となった。1917年にバイエルン枢密院のメンバーとなり、枢密顧問官の肩書を得て名声を高めた。
保守的な君主主義者として鳴らし、1917年にドイツ社会民主党(SPD)が議会改革案を提出した際には「君主大権の抜本的制限を狙い、究極的には立憲君主制の実質的廃止と議会制に基づく政治形態の創出、結局は我が国の共和政化を図るものである」として反対した。
1918年11月にドイツ革命の影響でバイエルンで王制が廃止されると、中央党バイエルン支部からバイエルン人民党の共同創設者の一人となった。1921年からドイツ・カトリック会議の議長となった。

### バイエルン州首相

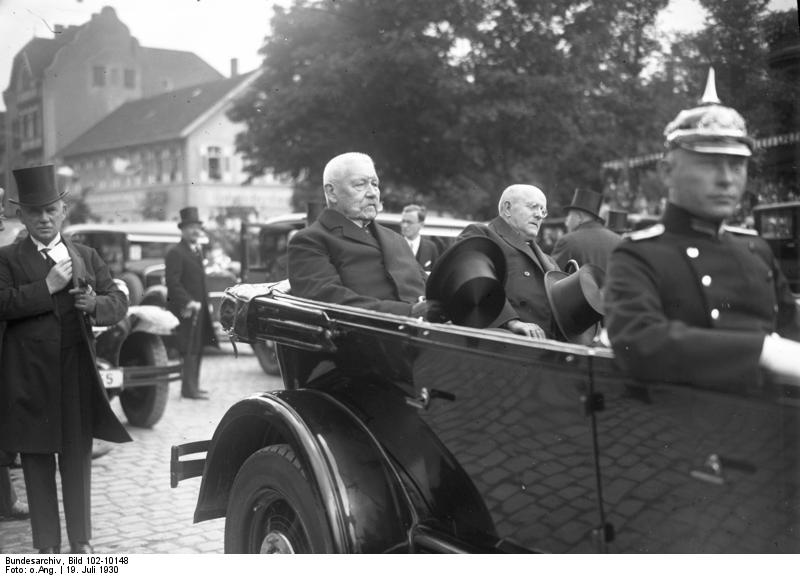
ヒンデンブルクとヘルト（1930年7月19日）

1924年7月にオイゲン・フォン・クニリングが辞職した後にバイエルン州首相に就任した。彼の政権はバイエルン人民党の他にドイツ国家人民党やドイツ人民党やバイエルン小作農連盟などによって支えられていた。
ヘルト政権の目的はバイエルン分離主義から離れてドイツ中央政府と和解することにあった。また、彼は教皇庁とコンコルダートを結び、1925年にはバイエルン福音ルター派教会とも条約を締結した。1月4日にはアドルフ・ヒトラーと会談し、ミュンヘン一揆で解散されていたナチ党の再結成を許可した。3月29日に実施された1925年ドイツ大統領選挙の一次選挙に出馬したが、3.7%の得票率しか得られなかった。二次選挙ではヘルト率いるバイエルン人民党は中央党のヴィルヘルム・マルクスではなく保守主義者のパウル・フォン・ヒンデンブルクを支持している。

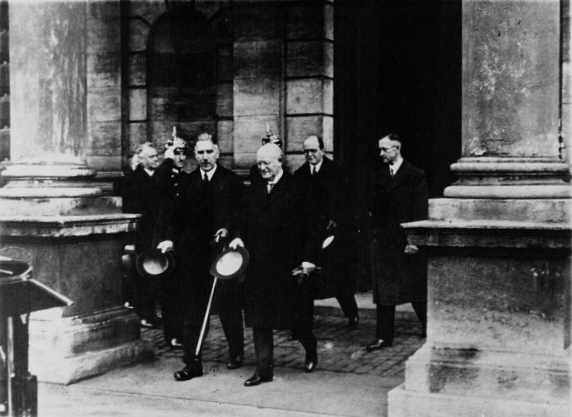
ミュンヘンを訪問したパーペンを出迎えるヘルト（1932年）

1930年7月に連立を組んでいたバイエルン農民・中産階級同盟が屠殺税に反対して政権から離脱するとヘルト内閣は州議会で過半数を有していない少数政権になった。同年、州産業大臣と州農業大臣を兼務し、1932年にこの二つの役職を統合して州経済大臣に就任した。
1932年4月24日の州議会選挙でバイエルン人民党は得票率32.6%を得て45議席を獲得して第一党を維持したが、ナチ党が32.5%の得票を得て43議席を獲得する躍進をした。バイエルン農民・中産階級同盟は9議席に減り、社民党も20議席に減った。1930年以降「事務管理」内閣（少数派政権）として続いていたヘルト内閣としてはナチ党と社民党どちらかと連立を組めば州議会内の多数派形成ができたが、ヘルトや党内多数派はどちらとも連立を組みたがらなかった。一方バイエルン人民党党首フリッツ・シェッファーは社民党との連立を希望したため、ヘルトとシェッファーの関係が緊張した。結局ヘルト政権は少数派政権を維持することになった。
ヘルトはナチ党の躍進に警戒心を抱き、ドイツ首相ハインリヒ・ブリューニングの突撃隊禁止令を支持していたが、1932年6月にドイツ首相になったフランツ・フォン・パーペンが突撃隊禁止令を解除したことに反発した。またプロイセン・クーデターを起こしてプロイセン自由州首相オットー・ブラウンを罷免したことにも連邦主義の立場から中央政府の州政府への違法な干渉として激しく抗議し、中央政府との関係が悪化した。
1932年、ナチ党の政権獲得を防ぐためにループレヒト王太子を州長官に任命して独裁権を握らせる計画が浮上した。計画は多くの政党から支持されていたが、ヘルトは王政復古に繋がるとして計画の実行を躊躇し、公表前の1933年1月30日にヒトラーがヒンデンブルクにより首相に任命された。

### 失脚と死去
1933年2月28日には「邦が治安維持のために必要な措置を講じない場合は当該邦の全面的支配権が中央政府にゆだねられる」という規定を含む「国民及び国家保護のための大統領緊急令」が発令された。その翌日にヘルトはベルリンに召集され、ヒトラーと会談した。ヘルトはヒトラーとの対決を回避すべく、これまでバイエルン政府が歴代のドイツ首相に対してそうしてきたようにヒトラーにも敬意を払うことを約束した。ヒトラーの方もハンブルクやヘッセンなどいくつかの邦に中央政府が介入したのはそれらの邦を社民党が牛耳っていたためであり、バイエルンにはそうした行動をとるつもりはないと約束した。ただヒトラーは王政復古はいかなる形でも認めず、もしバイエルンが王政復古を行った場合には軍が差し向けられることも示唆した。
3月5日の国会選挙にナチ党が大勝すると、ナチ党政権はこの選挙結果をすべての邦政府に反映させるべきと主張して各邦に自主権放棄の圧力をかけ、ブレーメンとヘッセンは3月6日、バーデンとヴュルテンベルク、ザクセンは3月8日に自主権を中央政府に移譲した。危機感を抱いたバイエルンのヘルト政府はバイエルンに国家全権委員が送られることはないとの確約を再度大統領から取ろうとしたが、3月9日にはナチスの突撃隊と親衛隊がクーデターを起こすとのうわさが広まった。ヘルトはミュンヘン警視総監と邦外務省で会議し、邦警察部隊やバイエルン人民党が保有する準軍事組織「バイエルン護衛団」の動員を検討したが、いずれも突撃隊に対抗できるような戦闘力をもっていなかった。その日の夜にヘルトはナチ党ミュンヘン大管区指導者アドルフ・ヴァーグナー、突撃隊幕僚長エルンスト・レーム、親衛隊全国指導者ハインリヒ・ヒムラー、フランツ・フォン・エップらナチ党代表団と会談したが、ナチ党代表団は中央政府内務大臣フリックが2月28日の大統領緊急令第2条に基づいてエップをバイエルンの国家全権委員に任命したことをヘルトに通告した。絶望したヘルトは国家全権委員任命に関する落胆の気持ちを大統領に打電した。またヘルトは国軍に出動を要請して抵抗しようともしているが、国軍から出動を拒否された。
州政府解体後、エップが国家全権委員（後の国家代理官）に就任してバイエルン州の実質的な権力を掌握し、ヘルトの後任にはルートヴィヒ・ジーヴェルトが就任した。
解任後、ヘルトは息子ヨーゼフが暮らすスイス・ルガーノに逃亡し、後に帰国しレーゲンスブルクに居住した。1938年に同地で死去したが、その間、州首相としての年金はナチ党政権により停止され支給されなかった。また、もう一人の息子フィリップはダッハウ強制収容所に最初に収容された政治犯の一人となり、戦後はバイエルン州法務大臣を務めた。